# Jerzy Adamski (bokser)
Jerzy Adamski (ur. 14 marca 1937 w Sierpcu, zm. 6 grudnia 2002 w Bydgoszczy) – bokser polski, medalista olimpijski, mistrz Europy.

## Życiorys
Reprezentował barwy Polonii Piła, a potem klubów bydgoskich - Brdy, Startu i Astorii w latach 1953 - 1970. Jego największym sukcesem było wicemistrzostwo olimpijskie w 1960 – na igrzyskach w Rzymie uległ dopiero w finale Włochowi Francesco Musso. Zdobył również dwa medale mistrzostw Europy – w Lucernie 1959 sięgnął po złoto, w Moskwie 1963 po brąz. Wszystkie te sukcesy odniósł w kategorii piórkowej; startował również w mistrzostwach Europy w kategorii koguciej w Pradze 1957, ale odpadł w ćwierćfinale.
Wystąpił 19 razy w reprezentacji Polski, odnosząc 15 zwycięstw, 1 remis i 3 porażki.
Stoczył 270 walk, 237 wygrał, 10 zremisował i 23 przegrał. 
Miał na koncie sześć tytułów mistrza Polski:
- waga kogucia: 1956
- waga piórkowa: 1959, 1960, 1961, 1962 i 1964

W 2001 otrzymał Nagrodę im. Aleksandra Rekszy.
Został pochowany na cmentarzu Parafii Najświętszego Serca Pana Jezusa w Bydgoszczy.
Był żonaty (Elżbieta), miał syna Marka.